# Újpesti Bőrgyár
Az Újpesti Bőrgyár vagy Budapesti Bőripari Vállalat, korábban Mauthner Bőrgyár egy mára eredeti funkciójában már nem működő budapesti nagyüzem.

## Története
A XIX. század végén a Budapest IV. kerületi (újpesti) Külső Váci út mellett több nagyipari vállalat létesült. Ezek egyike volt a Külső Váci út 40. szám alatt jegyzett telken Mauthner Mihály 1887-ben alapított bőrfeldolgozó üzeme, amely a Váci út túlsó oldalán ekkor már álló Táncsics Bőrgyár közelében épült. Már az 1896-os millenium idején is kitüntetésben részesítették a gyár különböző termékeit, így a fénybőrt, talpbőrt, gépszíjbőrt, a XX. század első felében pedig meghatározó ipari létesítménnyé nőtte ki magát az üzem. Ebben az időszakban 380 fő dolgozott a gyárban. Az 1910-es években a vezetőség megvásárolta a szomszédos telket, amelyen korábban (elbontása előtt) az Általános Osztrák Légszesztársaság által építtetett Gázgyár működött. A szállítást az angyalföld vasútállomáshoz kapcsolódó iparvágányhálózathoz történő 1902-es csatlakozás segítette.  
A két világháború között a cipőgyártás lecsökkent, míg a gépszíjgyártás nőtt, illetve a termékek közt újdonságként megjelentek a kesztyűk. 1936-ban tűz pusztított a gyár területén. A második világháború utáni szocialista iparátalakítás keretében 1948. március 26-án a Mauthner Bőrgyárat is államosították Újpesti Bőrgyár néven. 1963-ban összevonták a Magyarország területén működő valamennyi bőrgyárat, az Újpesti Bőrgyár pedig a Bőripari Vállalat 3. számú gyáregysége nevet kapta. Ebben az időszakban termelésének nagyságáról az évi mintegy 1300-1500 vasúti kocsi forgalom tanúskodik. Egy 1971-es újabb átszervezés után az üzem Budapesti Bőripari Vállalat néven működhetett tovább. Az 1980-as években a közúti forgalom megnövekedése miatt a vasúti kapcsolatot elbontották. 
A gyár eredeti funkciójában nem élte túl a rendszerváltozást: 1990-ben a bőripari termelés megszűnt. Más környékbeli üzemekkel szemben azonban a létesítményt napjainkig nem bontották el. A területet több kisebb vállalkozás használja.

## Képtár

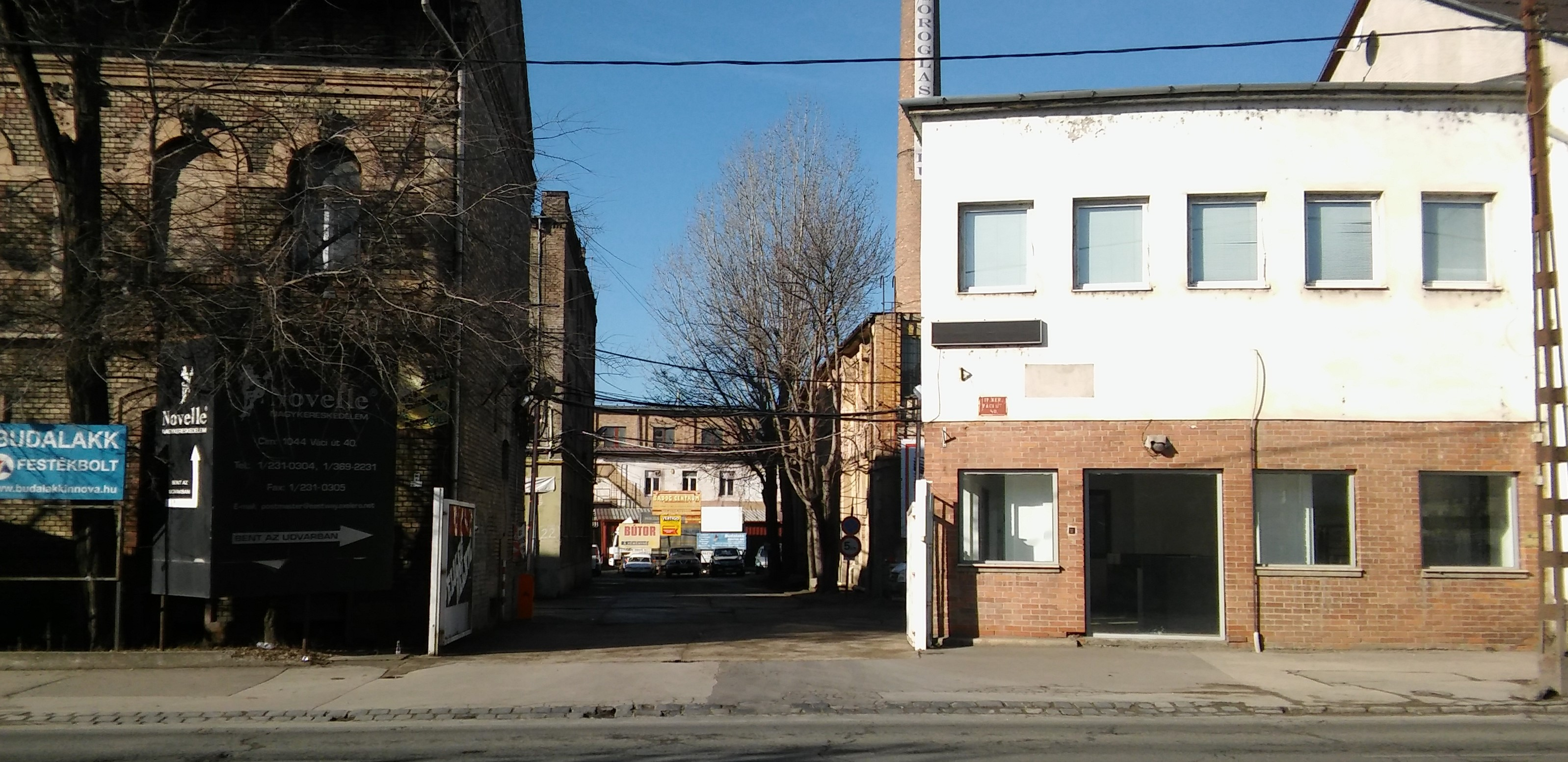
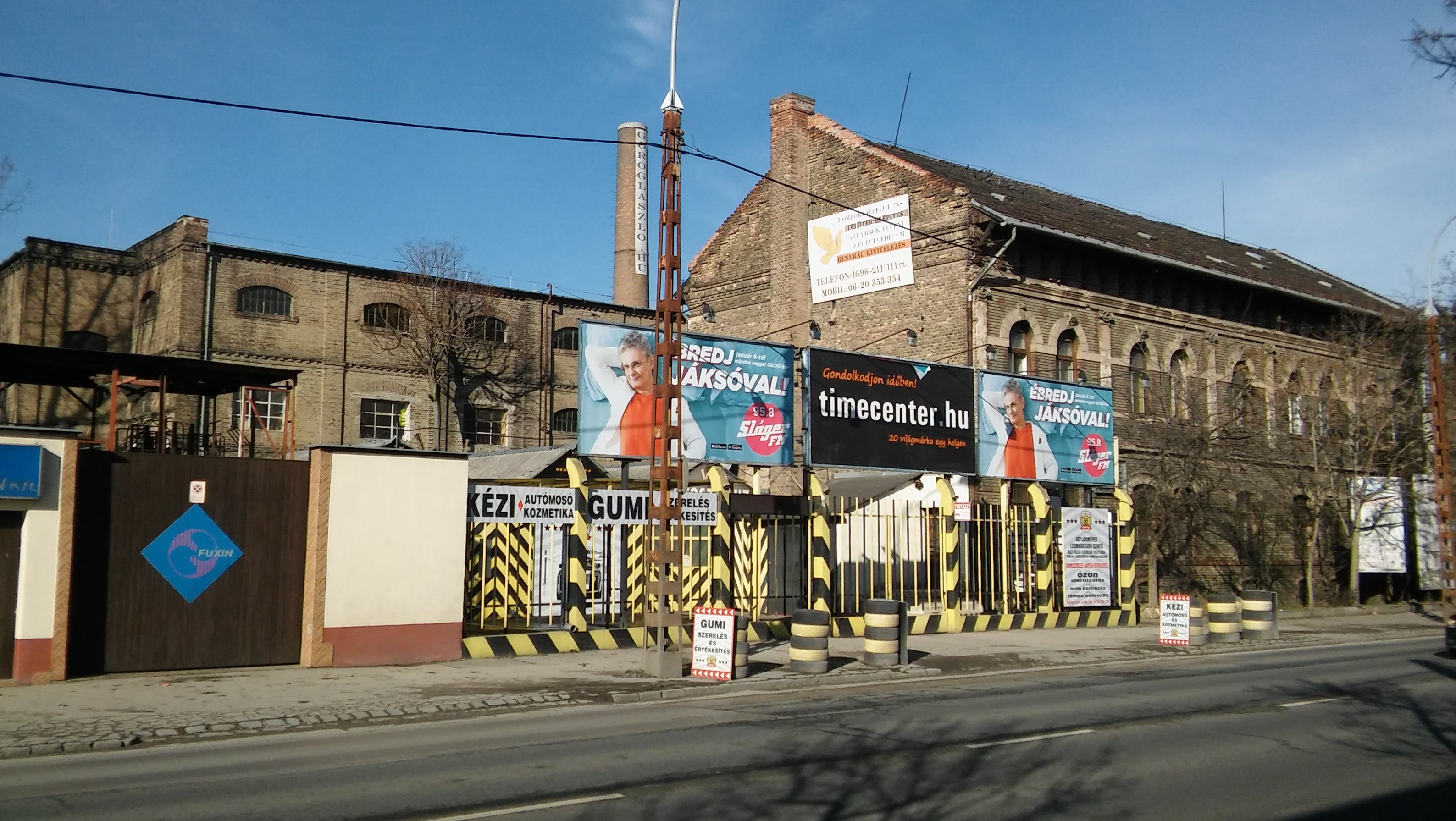
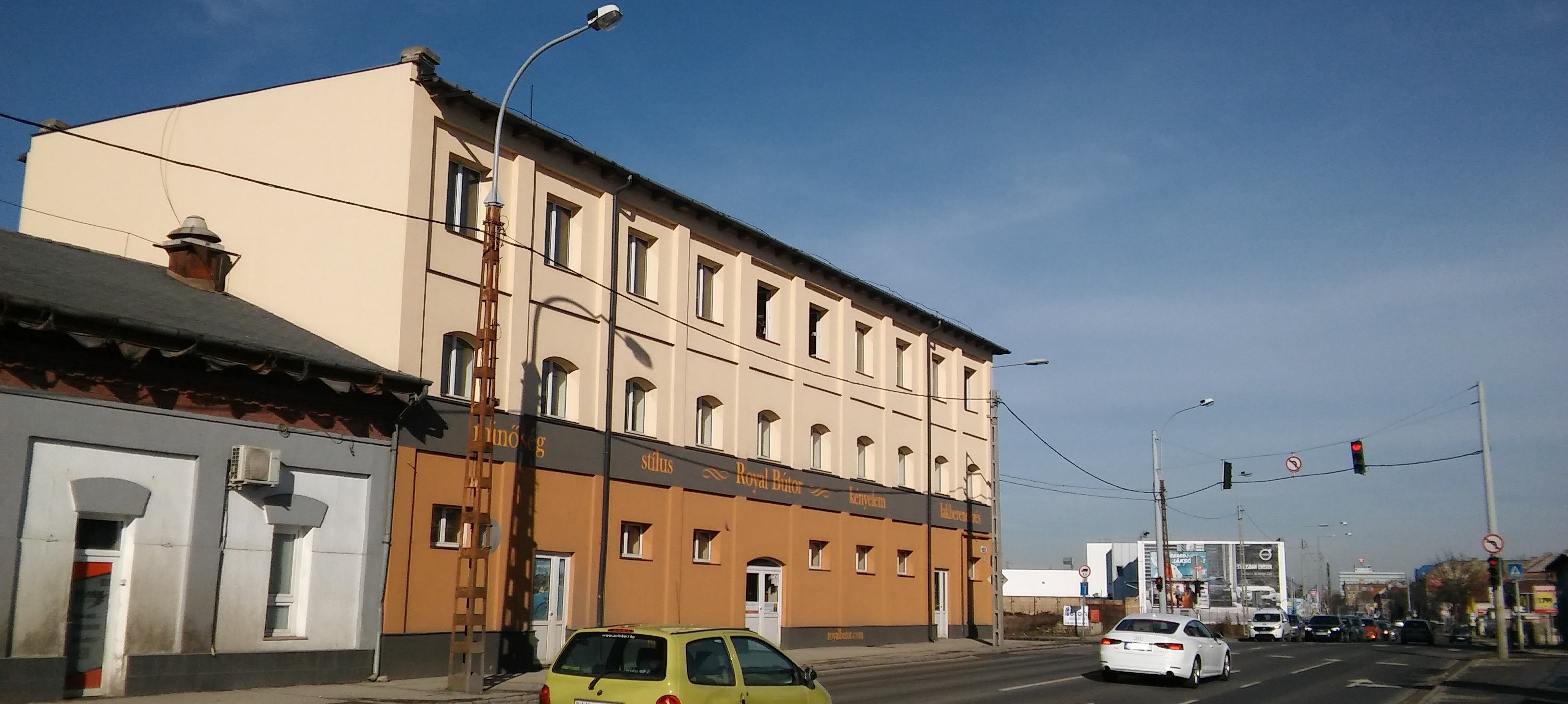
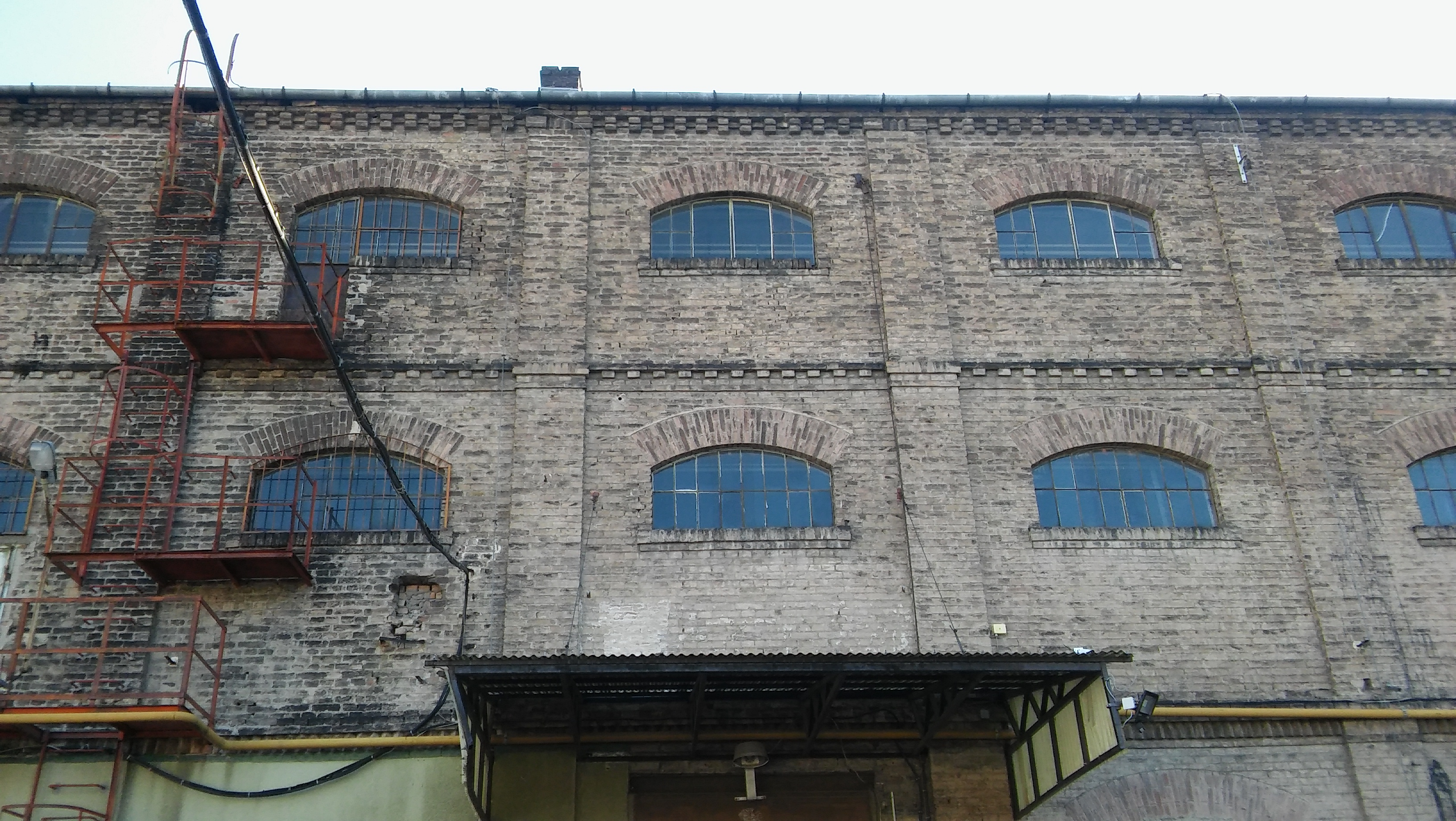
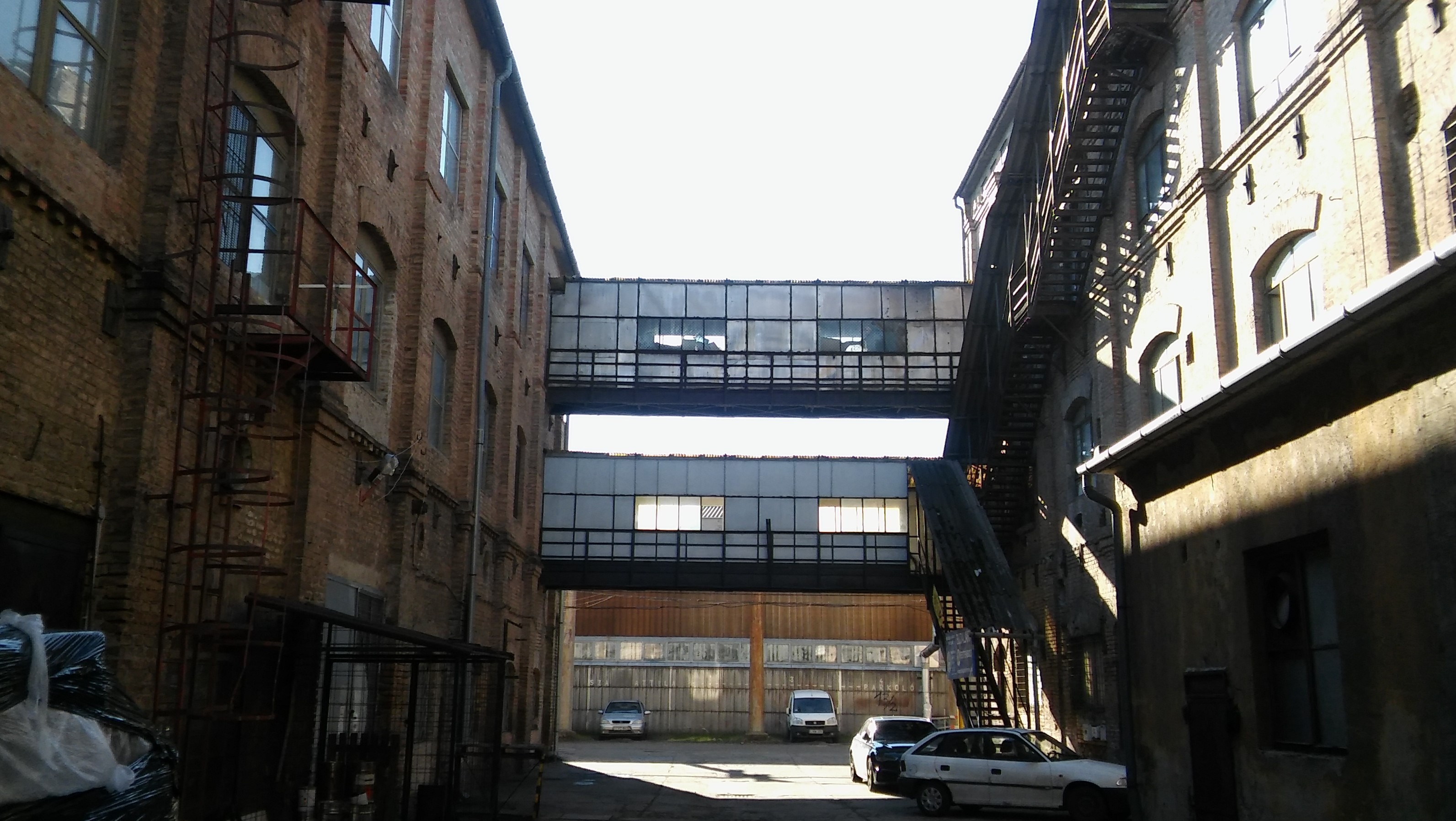
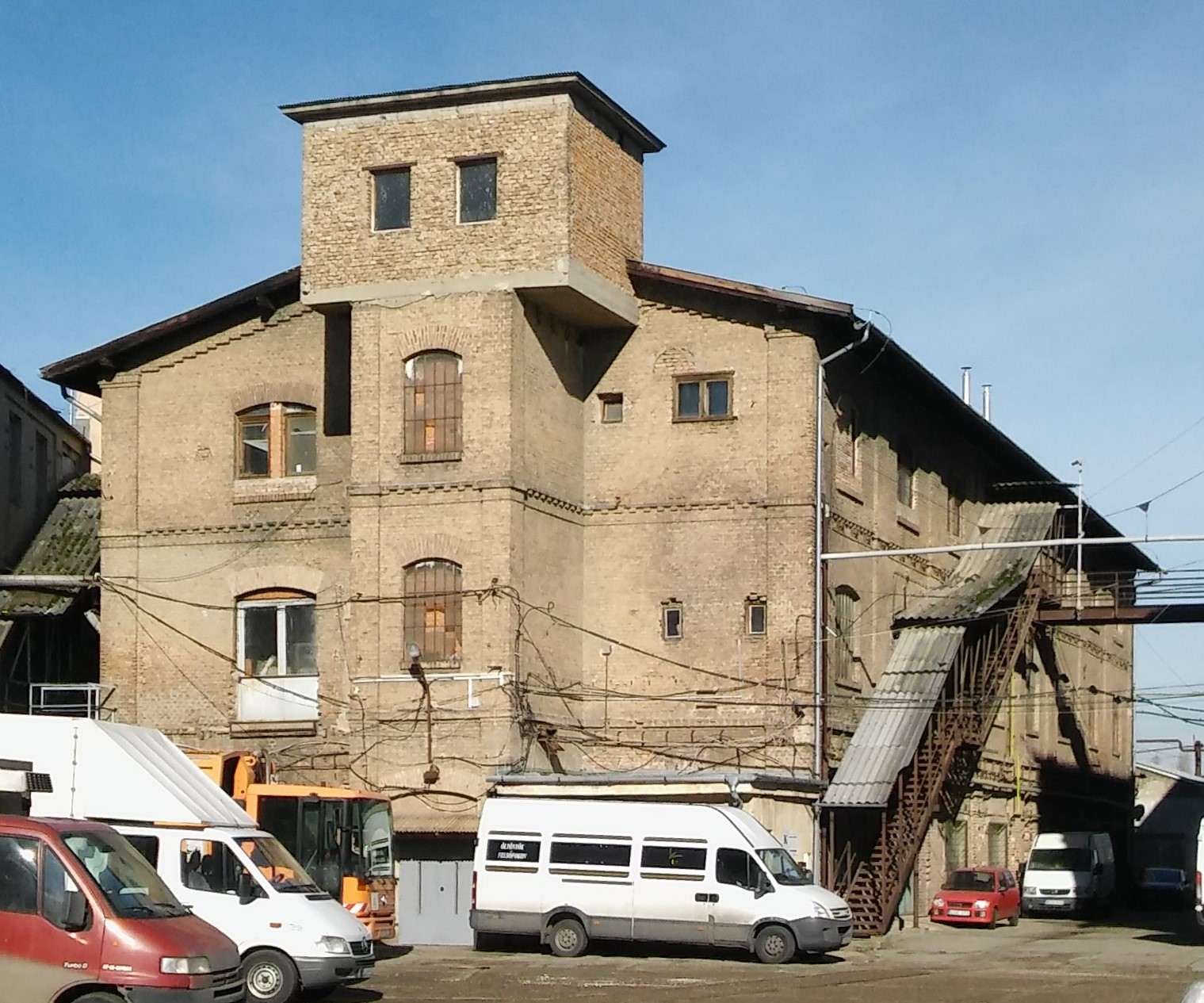
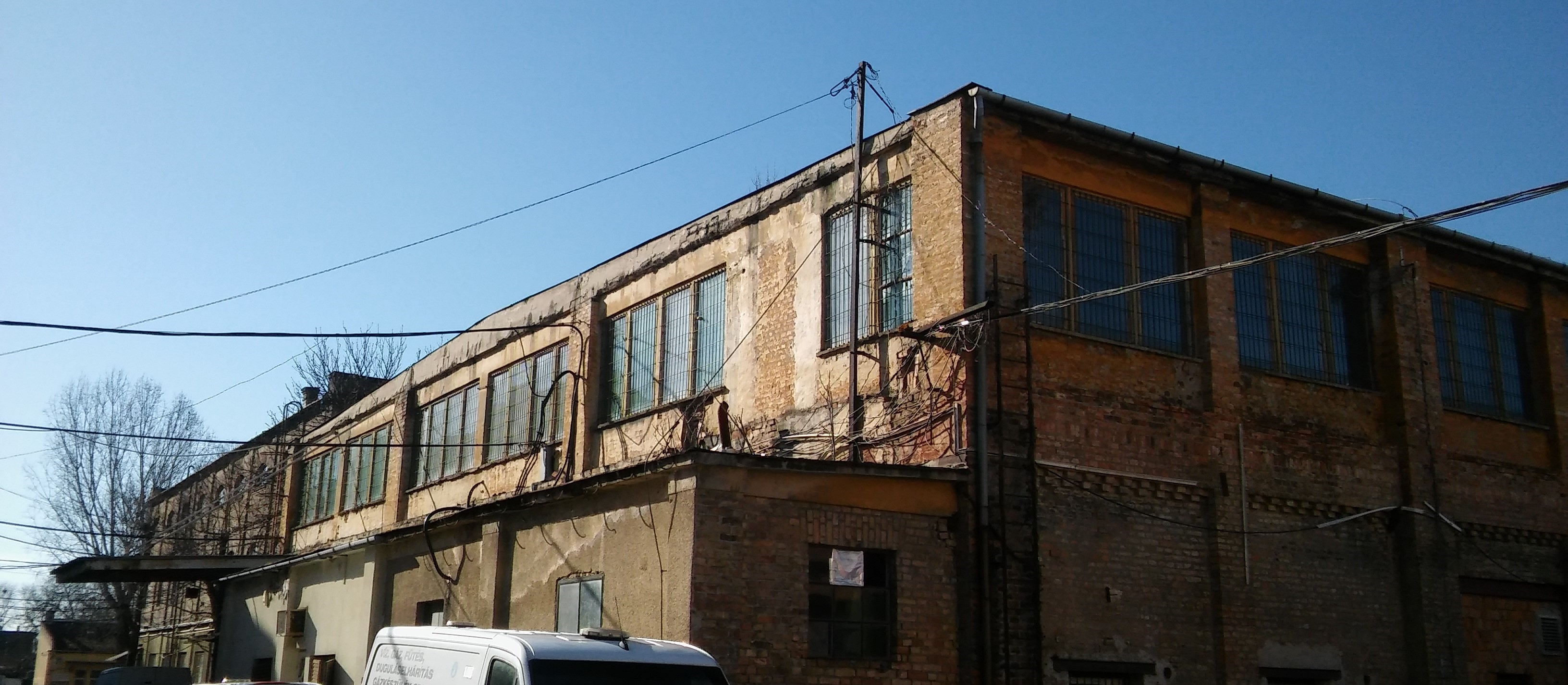
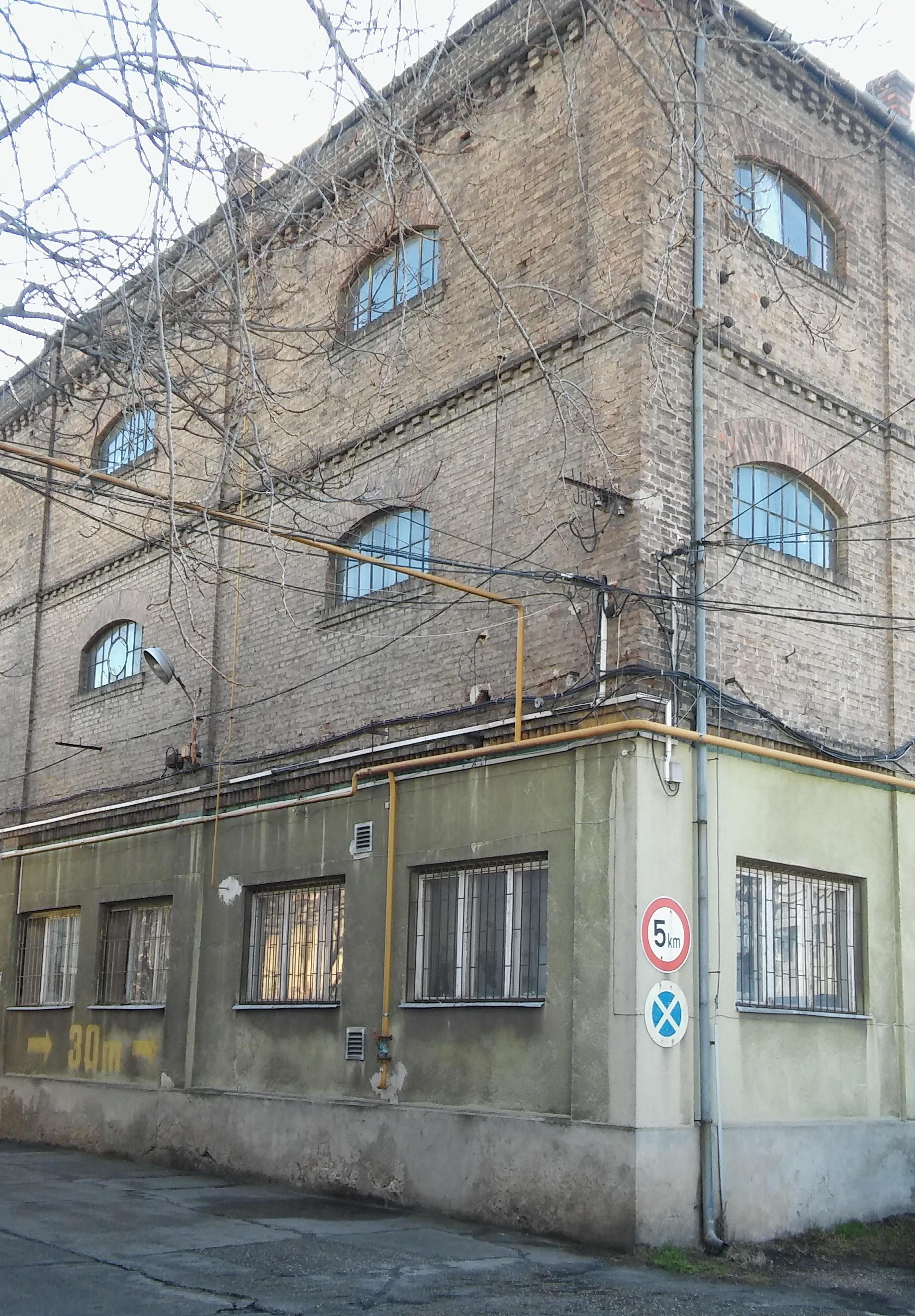
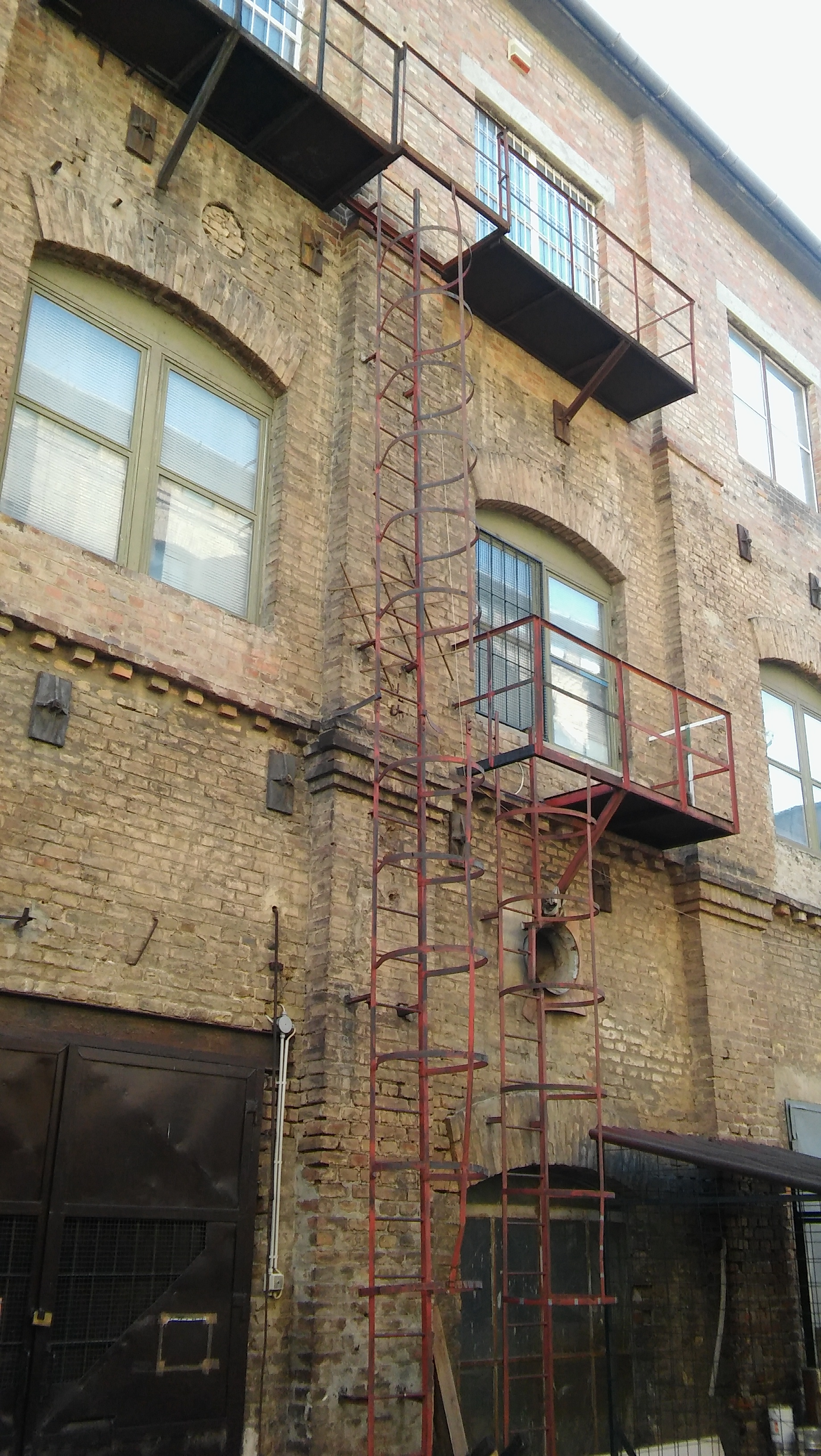
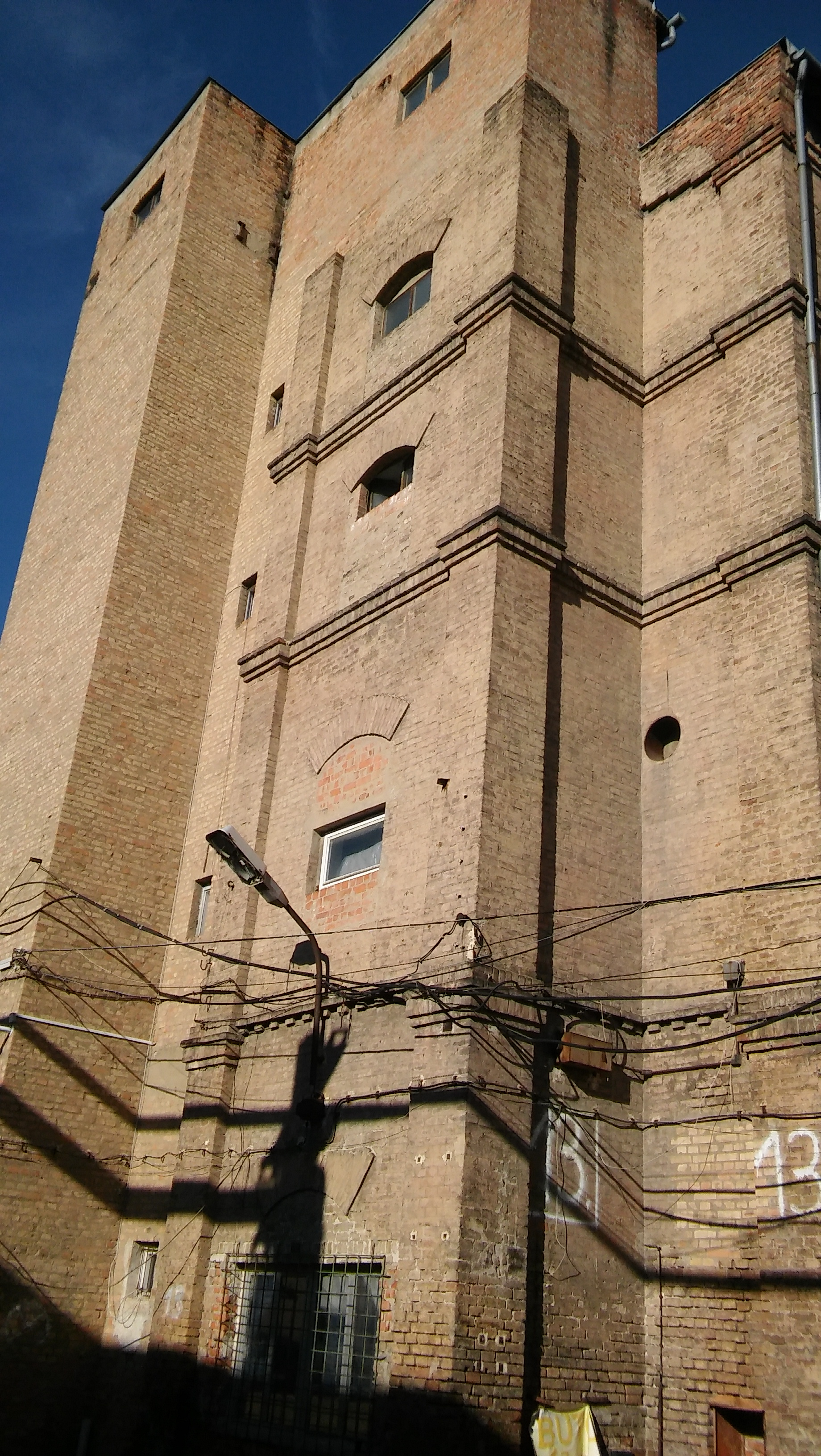
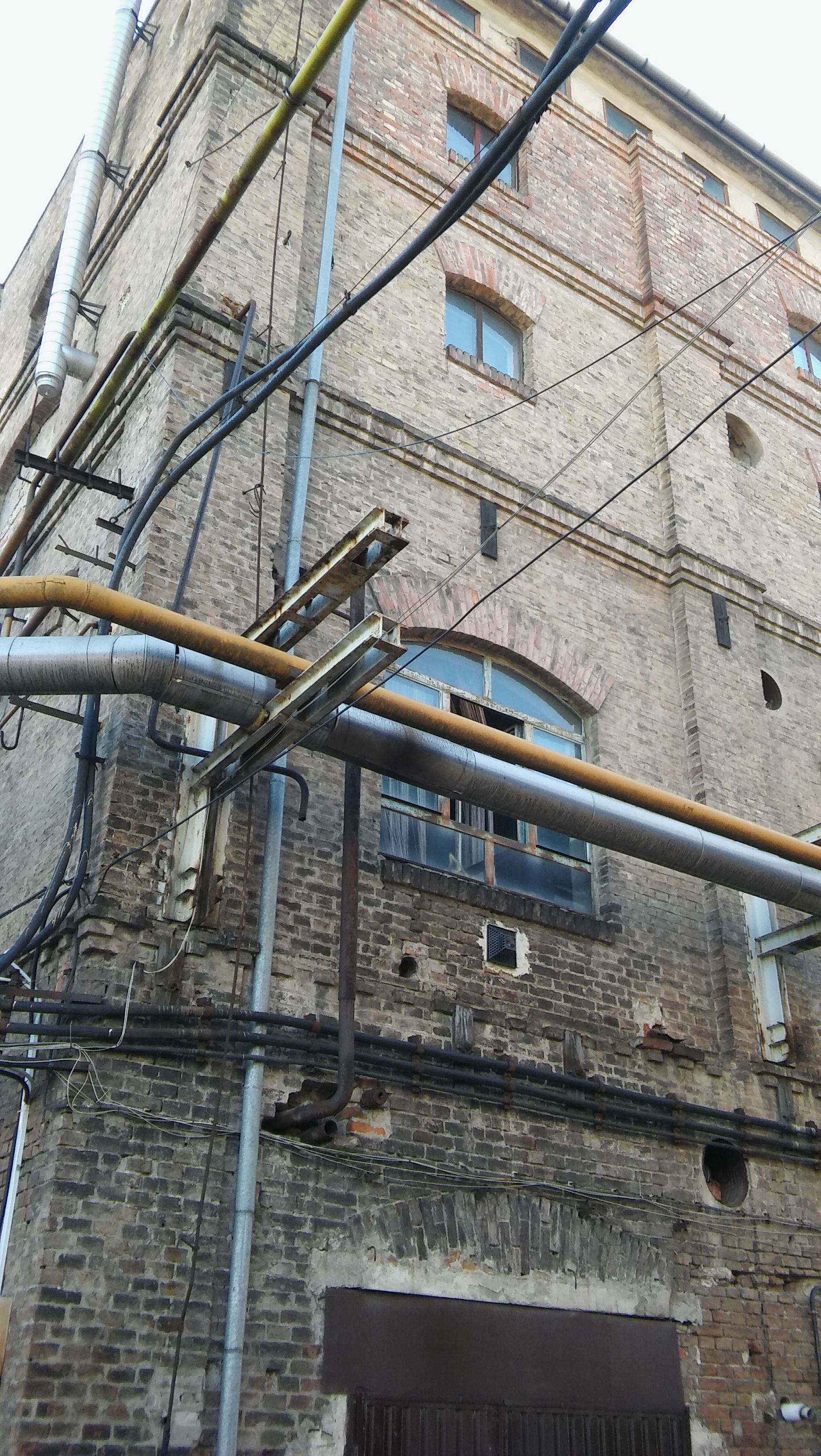
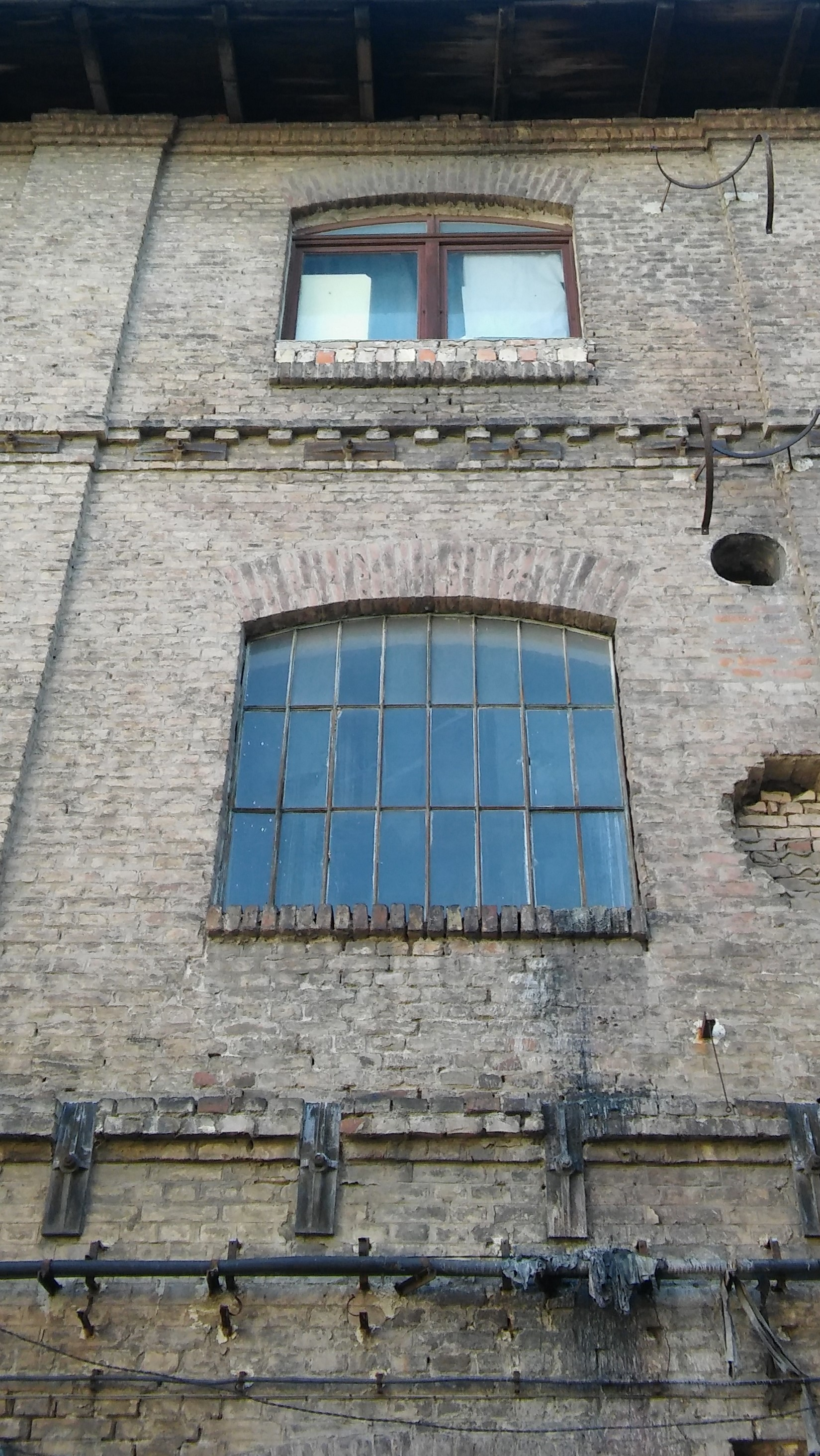
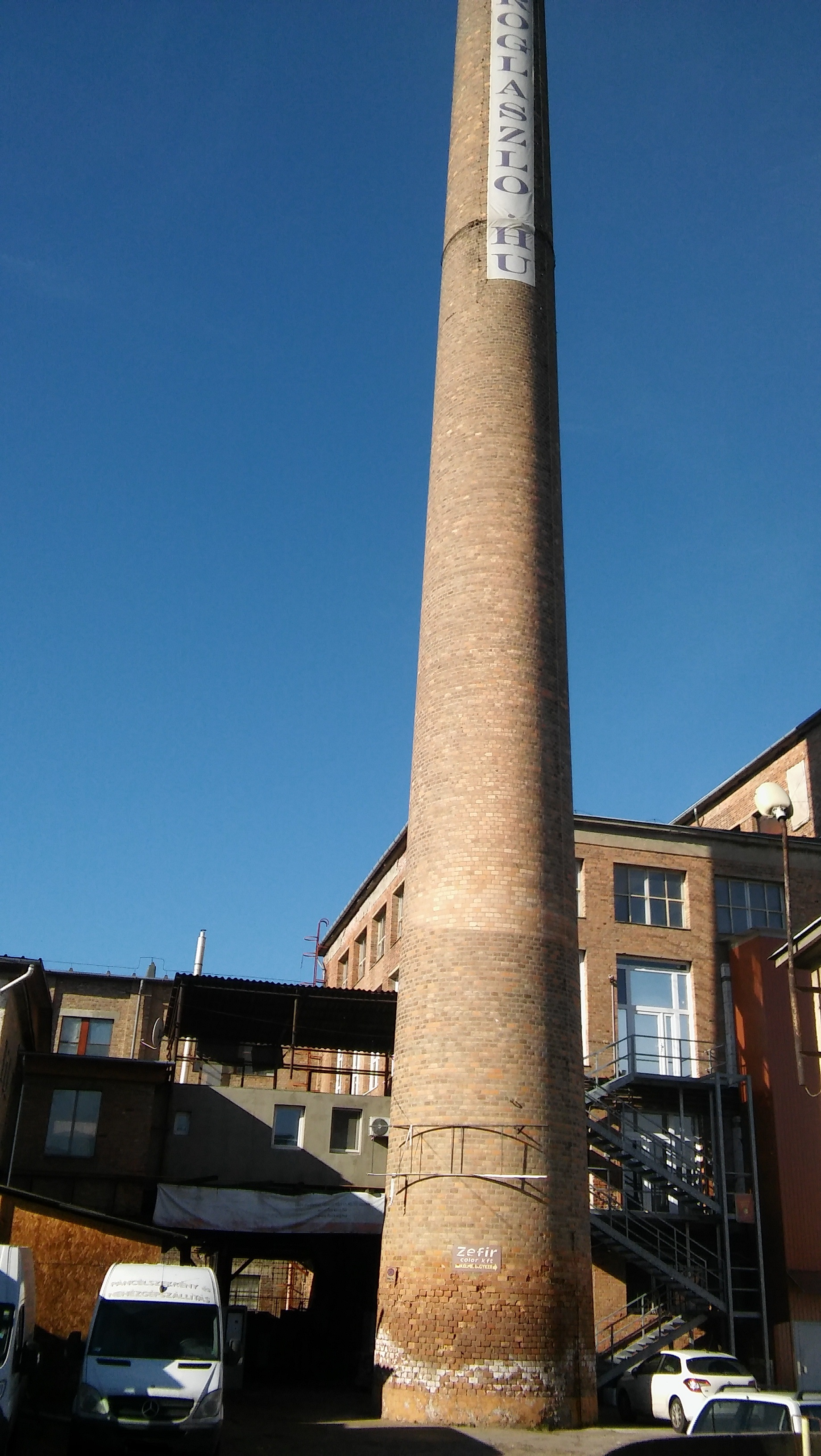
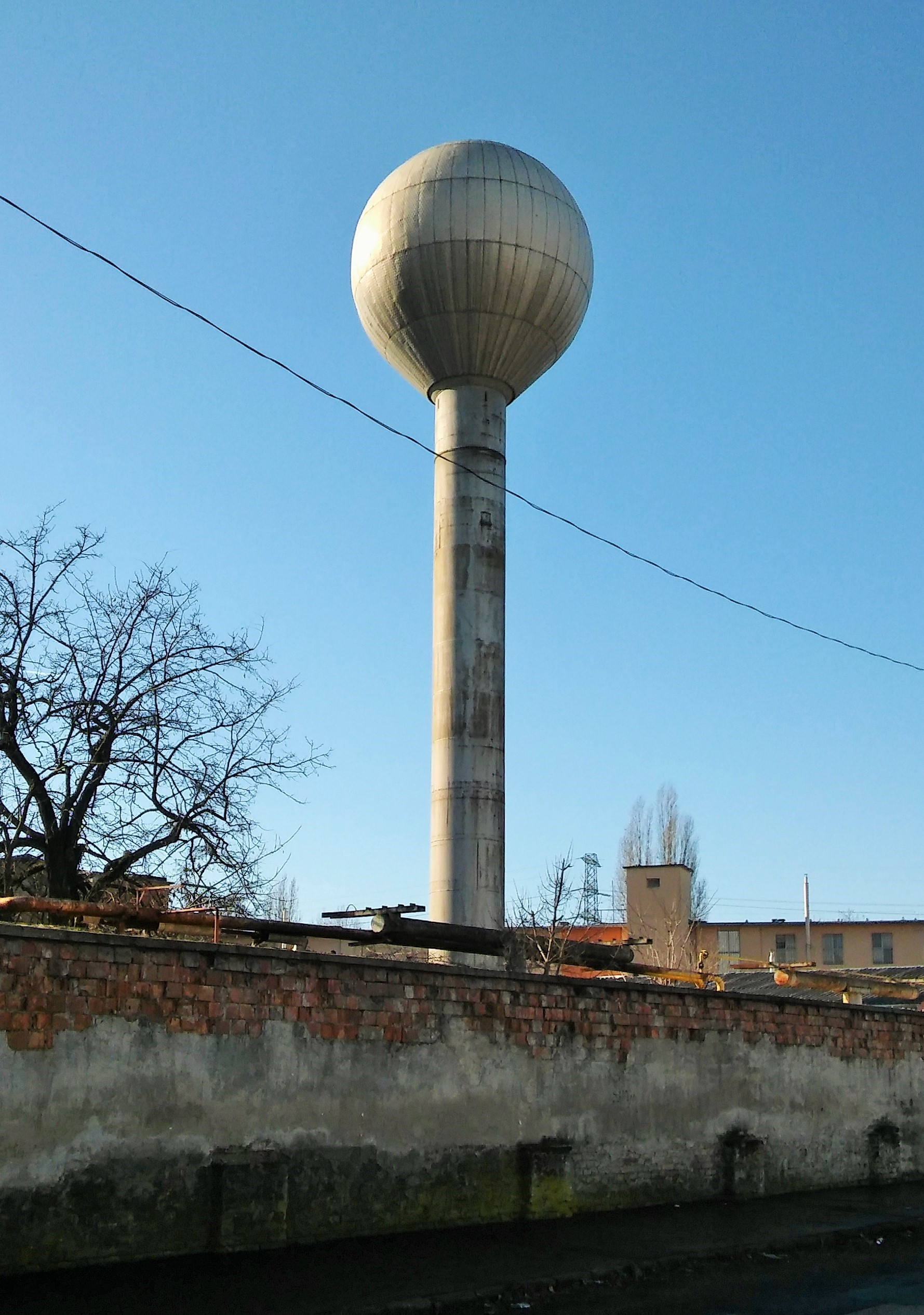

## Egyéb irodalom
- Dr. Bencze Géza – Dombovári Sándor: A Budapesti Bőripari Vállalat és gyáregységének története, Műszaki Könyvkiadó, Budapest, 1984